# Jia Xian
Jia Xian (贾宪) (~1010 - ~1070) est un mathématicien chinois de Kaifeng ayant servi la  dynastie Song lors de la première moitié du XIe siècle.

## Biographie
Selon l'histoire de la dynastie Song, Xian est un eunuque du palais. Il étudie les mathématiques et a pour maître le mathématicien Chu Yan. Talentueux, Xian écrit plusieurs livres sur les mathématiques et expose, dans le Shi Suo Suan Shu, le triangle de Pascal, environ six cents ans avant Pascal lui-même. Jia Xian l'utilise notamment comme outil pour extraire des racines carrées et cubique. 
Bien que le Shi Suo Suan Shu soit perdu, la méthode est exposée en détail par Yang Hui, qui cite sa source : « ma méthode pour extraire les racines carrée et cubique est basée sur la méthode de Jia Xian présentée dans le Shi Suo Suan Shu »,.
Les travaux de Jia Xian ont également contribué à la méthode de Ruffini-Horner.